# 吳林卓美
吳林卓美（1959年9月20日—）是日本的女性聲優，千葉縣出身。所屬事務所是賢Production。身高162cm。
舊藝名用的是平假名くればやし たくみ（吳林卓美）

## 演出作品

### 電視動畫
1994年
- 勇者警察（喜多川勝氣、君塚綾子、系畑早苗）

1995年
- 獸戰士加爾基瓦（火浦靜）
- 依沙米大冒險（女烏鴉天狗）
- 羅密歐的藍天（瑪黛拉、吉娜）

1996年
- 無家可歸的孩子蕾米（尚的媽媽）

1997年
- 超魔神英雄傳小渡（莎拉）
- 竹熊（汀格琳、芭芭雅嘎）

1999年
- 伊索世界（獅子王后）
- 知道！月光假面（炸豬排店老婆）
- 週刊故事樂園（女空服員）
- 名偵探柯南（五島綠）

2000年
- 犬夜叉（母親）
- 向陽之樹（緒方八重、多紀誠齋的妻子）
- 法布爾先生是名偵探（園長的妻子）

2001年
- 青春草莓蛋（女舍監、家事教師、指導員）
- 百變海盜王（刺養養尼姑、笑嘻嘻尼姑）

2002年
- 犬夜叉（山犬妖怪）

2003年
- 犬夜叉（尼姑）
- 你所期望的永遠（水月的母親）
- 灌籃少年（三浦的母親）
- 鋼之鍊金術師（老闆娘）
- 人間交叉點（倉田佳子）

2006年
- 砂沙美魔法少女俱樂部（魔女）

2007年
- 鉄子之旅（雜貨店的店員）

2009年
- 犬夜叉 完結篇（蛇女）

### OVA
- KIZUNA2
- KI•ME•RA（研究員Ａ、傑伊的妻子）
- GOLDEN BOY －流浪的學習小子－（腳踏車店的太太）
- 卒業 Graduation（女教師）
- 搞怪拍檔 FLASH（褓姆）
- 同級生2（片桐美鈴）
- 我的性騷擾煩惱（女職員）
- LEVEL-C（一臣的母親）

### 劇場版動畫
- 黑端布魯斯（女游擊隊員）

### 遊戲
- 女主角的夢（秋夜楓）
- 忐忑不安波亞奇歐（羅莎、瑪西、菲麗亞）
- 混合天使（三島美由紀）
- 魔域幽靈（男孩子1、鎮上的女人1、鎮上的女人2）
- 侵略美咲！（杠真澄）
- 琳達三次方（伊麗莎白）

### CD
- Arc The Lad 2～火焰艾爾克～
- 英雄傳說IV「朱紅的淚」（多明妮克）
- 王子殿下LV1.5 Blue Disk（西莉卡・厄文）
- 王子殿下LV1.5 Green Disc（老奶奶）
- 今日的早川小姐連續劇CD（早川量子小姐的母親）
- 最後神話戰爭理想歌劇 原創連續遇CD 第2章 徬徨的地獄的門（拉克西絲）
- 固定的愛（女律師）
- 小提琴四重奏3（櫻）
- 法爾康古典 原創CD連續劇「伊蘇I/女神的記憶」（莎拉的朋友）
- 指尖之戀（女性）
- LOVELESS（神祕女子）
- 騎士堂俱樂部（達哉的母親）

### 外語配音
- 兒童動物救援歷險記
- 黑社會
- 鐵面無私
- X檔案
- 神仙家庭
- 玻璃之城
- 美夢成真
- 返家十萬里
- 魔女薩賓娜
- 學校萬花筒
- 越獄犯
- 終極警探4.0
- 騎士世界
- 納許警探
- 杜松的樹
- 愛國者遊戲
- 魔法奇兵
- 絕地奶霸
- 不羈夜
- 突破
- 魂不附體
- 鬼屋
- 一觸即發（娜塔莎・韓斯特里奇）
- 古惑仔（蔡）
- 理查III世

## 相關項目
- 千葉縣出身人物一覽
- 日本配音員列表

## 外部連結
- 賢Production公開簡歷